# Cifenotrin
Cifenotrin, en anglès: Cyphenothrin, és un compost orgànic insecticida piretroide sintètic que és efectiu contra les paneroles que hagin desenvolupat resistència als insecticides organofosforats i als insecticides carbamats.